# Орион (созвездие)

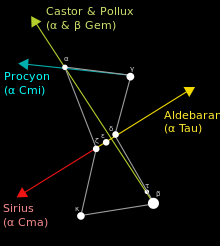
Направления от Ориона на яркие звёзды соседних созвездий

Орио́н (греч. Ὠρίων) — созвездие в области небесного экватора. Это одно из самых заметных и узнаваемых созвездий на ночном небе. Его самые яркие звезды — красная Бетельгейзе (альфа Ориона) и бело-голубой Ригель (бета Ориона). Названо в честь охотника Ориона из древнегреческой мифологии.

## Краткое описание
В этом созвездии две звезды нулевой величины, 5 звёзд второй и 4 третьей величины, причём среди ярчайших звёзд есть переменные. По данным на 2011 год Орион занимает второе место среди созвездий по числу переменных звёзд — их там насчитывается 2777. Созвездие легко разыскать по трём бело-голубым звёздам, составляющим астеризм Пояс Ориона — Минтака (δ Ориона), что по-арабски значит «пояс», Альнилам (ε Ориона) — «нить жемчуга» и Альнитак (ζ Ориона) — «кушак». Они стоят друг от друга на практически одинаковом угловом расстоянии и расположены в линию, указывающую юго-восточным концом на голубой Сириус (в Большом Псе — со стороны Альнитака), а северо-западным концом — на красный Альдебаран (в Тельце). Наиболее яркие звёзды: Ригель, Бетельгейзе и Беллатрикс. В Орионе расположена видимая невооружённым глазом Большая туманность Ориона.
В созвездии много горячих звёзд ранних спектральных классов O и B, которые образуют звёздную ассоциацию. Созвездие Ориона также содержит множество орионовых переменных. К ним относятся переменные типа Т Тельца, образующие в созвездии Ориона три Т-ассоциации, и фуоры, прототипом которых является FU Ориона.

## Бетельгейзе
Красный сверхгигант Бетельгейзе (α Ориона), араб. «Байт Аль Джаузза» значит «Рука Центрального» (искажённая форма привела к распространению толкования «подмышка») — неправильная переменная звезда, блеск которой изменяется от 0,2 до 1,2 звёздной величины и в среднем составляет около 0,7m. Расстояние до звезды от Земли составляет 650 световых лет, а светимость в 14 000 раз больше солнечной. Это одна из крупнейших среди известных астрономам звёзд: если бы её поместили вместо Солнца, то при минимальном размере она заполнила бы орбиту Марса, а при максимальном — достигала бы орбиты Юпитера. Объём Бетельгейзе по крайней мере в 160 млн раз больше солнечного.

## Ригель
Ри́гель — яркая околоэкваториальная звезда, β Ориона. Бело-голубой сверхгигант. Название по-арабски значит «нога» (имеется в виду нога Ориона). Имеет визуальную звёздную величину 0,12m. Ригель находится на расстоянии 860 световых лет от Солнца. Температура его поверхности 12 130 К (спектральный класс B8I-a), диаметр около 103 млн км (то есть в 74 раза больше Солнца), а абсолютная звёздная величина равна −7,84m; его светимость примерно в 130 000 раз выше солнечной, а значит, это одна из самых мощных звёзд в Галактике (во всяком случае, самая мощная из ярчайших звёзд на небе, так как Ригель — ближайшая из звёзд с такой огромной светимостью).
Древние египтяне связывали Ригель с Сахом — царём звёзд и покровителем умерших, а позже — с Осирисом.

## Другие объекты

«Фабрика звёзд» в центре созвездия Ориона

Средняя звезда в Мече Ориона — θ Ориона, известная кратная звёздная система: четыре её ярких компонента образуют маленький четырёхугольник — Трапецию Ориона. Кроме того, там ещё четыре более слабые звезды. Все эти звёзды очень молоды, они недавно сформировались из межзвёздного газа в невидимом облаке, занимающем всю восточную часть созвездия. Лишь маленький кусочек этого облака, нагретый молодыми звёздами, виден под Поясом Ориона в небольшой телескоп и даже в бинокль как зеленоватое облачко; это весьма интересный объект в созвездии — Большая туманность Ориона (М42), удалённая от нас примерно на 1500 световых лет и имеющая диаметр 20 световых лет (в 15 000 раз больше диаметра Солнечной системы). Она была первой туманностью, сфотографированной астрономами (Генри Дрейпер, 1880).
На 0,5° к югу от восточной звезды Пояса (ζ Ориона) расположилась широко известная тёмная туманность Конская Голова (B 33), которая хорошо видна на ярком фоне туманности IC 434.

## Астеризмы

Фигура Ориона, наложенная на созвездие

Астеризм Сноп, определяющий характерную форму созвездия, включает звёзды α (Бетельгейзе), β (Ригель), γ (Беллатрикс), ζ (Альнитак), δ (Минтака), κ (Саиф). Альтернативное название астеризма — Бабочка.
Четыре астеризма связаны с частями традиционной фигуры созвездия.
Пояс Ориона — звёзды Минтака, Альнилам и Альнитак (соответственно, δ, ε и ζ Ориона). Известен также как Три короля, Три волхва (Волхвы), Три Марии, Грабли.
Меч Ориона — астеризм, включающий две звезды (θ и ι) и Большую туманность Ориона.
Щит Ориона — астеризм, представляющий собой шесть расположенных дугой звёзд: π1, π2, π3, π4, π5 и π6. Древнее название — Панцирь черепахи.
Дубинка Ориона — астеризм в северной части созвездия, включающий пять звёзд χ2, χ1, ν, ξ и 69.
Следующие два астеризма содержат, фактически, одинаковые звёзды.
Зеркало Венеры. Астеризм Пояс Ориона, звезда — рукоять Меча и звезда η Ориона формируют ромбовидное зеркало, а сам астеризм Меч Ориона выполняет роль ручки зеркала. Таким образом, астеризм включает звёзды η, δ, ε, ζ, θ и ι Ориона.
Новый астеризм Кастрюля возник в среде любителей астрономии Австралии. В Южном полушарии Земли небесные объекты, в частности, созвездия, видимы в перевёрнутом положении относительно их видимости в Северном полушарии. Таким образом, астеризм Зеркало Венеры оказывается перевёрнутым: его ручка выступает в качестве ручки Кастрюли, остальные звёзды составляют саму Кастрюлю. Астеризм включает звёзды η, δ, ε, ζ, θ и ι Ориона.

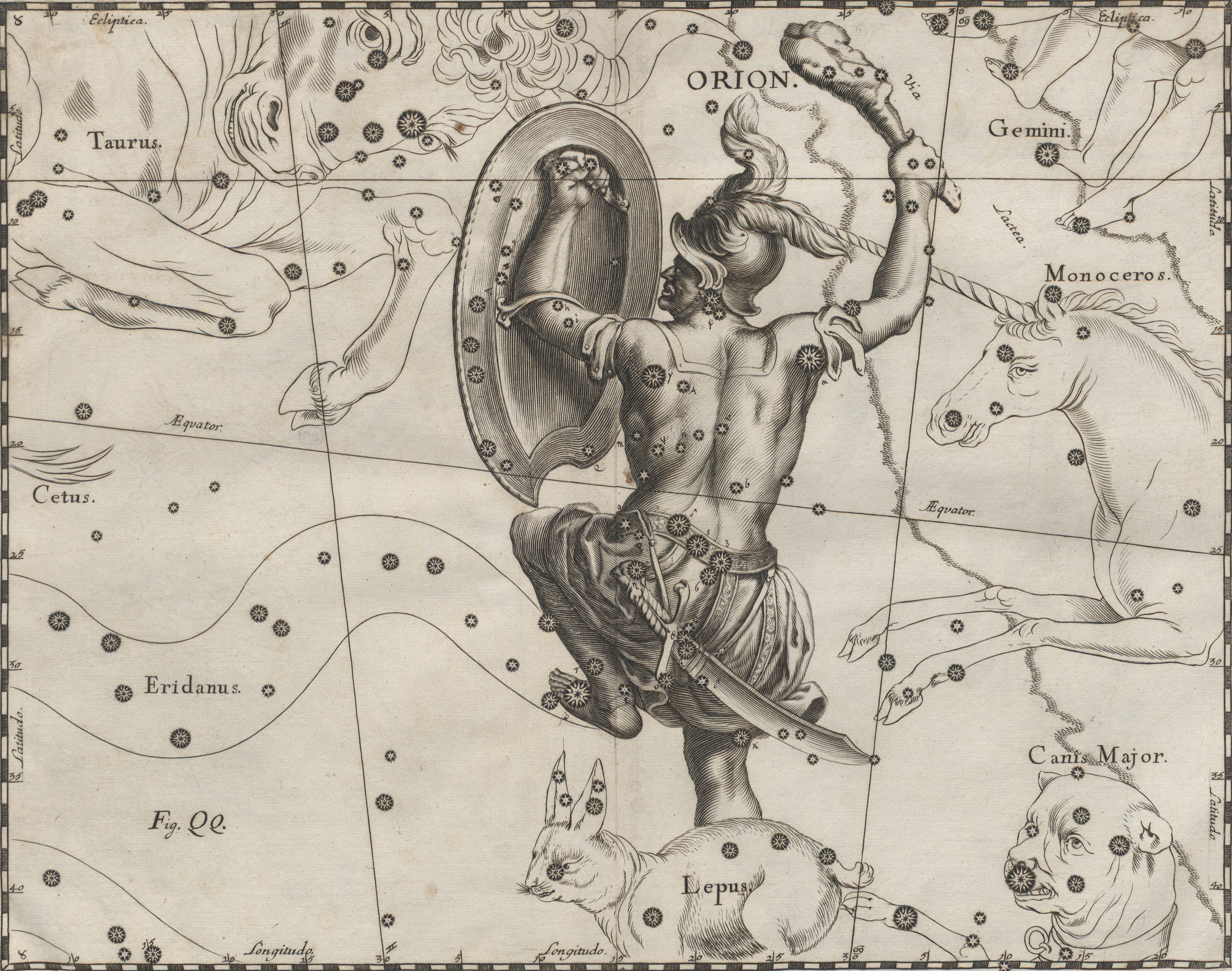
Созвездие Ориона в атласе Гевелия, 1690 г.

## Наблюдение
В средних широтах Северного полушария созвездие может быть видно в конце лета (начиная с середины августа), осенью, зимой и в первой половине весны (до середины апреля), наилучшие условия для наблюдений в ноябре — январе, когда созвездие видно от заката до восхода Солнца. Созвездие видно на всей территории России. По сезонной классификации относится к осенне-зимним. Хотя созвездие Ориона не является зодиакальным, эклиптика проходит всего в 40' от него. Это значит, что Луна, планеты Солнечной системы и астероиды могут находиться в созвездии Ориона и покрывать некоторые его звёзды.

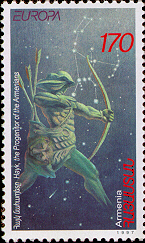
Созвездие Ориона на марке Армении, 1997 г.

## История
Самым ранним известным изображением, связанным с созвездием Ориона, является доисторическая (ориньякская) резьба по кости мамонта, найденная в пещере в долине Ах в Западной Германии в 1979 году. По оценкам археологов, ей от 32 000 до 38 000 лет.
В расположении звёзд созвездия легко угадывается фигура человека. В Древнем Египте созвездие Орион именовалось Сах и почиталось как воплощение Осириса и «царь звёзд»; в эпоху Нового царства Орион-Сах изображается плывущим на своей лодке к звёздам.
В Древнем Вавилоне оно называлось «Небесный пастух» или «Верный пастух Ану», обозначая бога Папсуккаля.
В иудейской (и библейской — Амос. 5:8) традиции Ориону соответствовало созвездие Кесиль или Кесил (ивр. כסיל‎, буквально — «глупец»), происхождение которого пока никак не объясняется (возможно, от еврейского месяца Кислев (приходящегося на ноябрь-декабрь), название которого, в свою очередь, происходит от еврейского корня К-С-Л, как в словах «кесел, кисла» (כֵּסֶל ,כִּסְלָה, надежда), то есть надежда на зимние дожди). В библейской Книге Иова (Иов. 38:31) упоминается неподвижность Ориона (Кесиля) на небосводе и «разбегание» Плеяд (Хима): «Можешь ли ты связать узел Хима и разрешить узы Кесиль?».
В Древней Греции в созвездии видели великого охотника Ориона, согласно греческому мифу, — сына Посейдона и Эвриалы, помещённого на небо отцом Посейдоном после гибели Ориона от стрел богини Артемиды (по другому варианту мифа — от укуса Скорпиона).

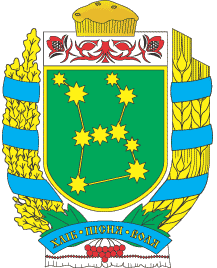
Орион на гербе Гайворонского района Кировоградской области Украины

Созвездие включено в каталог звёздного неба Клавдия Птолемея «Альмагест».
В Древней Руси созвездие называли Кружилия либо Коло.
В Армении созвездие Ориона именуется Айк в память о патриархе-родоначальнике армян, свет души которого, по традиционным повериям, вознёсся и застыл на небе в виде одноимённого созвездия.
У инков созвездие называлось Чакра, в то время как Пояс Ориона у жителей царства Чиму, входившего в состав инкской империи, назывался Пата, то есть «Схваченный», поскольку считалось, что Луна посылала две крайних звезды, чтобы схватить среднюю звезду, как вора и преступника, и они вручали её «Грифам», то есть четырём звёздам, располагавшимся ниже и выше в созвездии.
Народные имена Ориона чаще адресованы не всему созвездию, а только поясу. Эта группа звёзд имеет русские названия Коромысло, Коромыслица, Грабли, Грабельцы, Кичиги (кичига — изогнутая палка для молотьбы), Коряга. Украинские названия — Косарі, Коси, Полиця, Чепіги (чепіги и полиця — части плуга). Румынские названия — Грабли, Коса, Серп, Плуг. Эстонские названия — Цепы, Звезды Ручья, Звезды Ряда, Звезды Копья. Среди других названий этих звёзд — Три Зебры (у готтентотов), Три Оленя (у североамериканских индейцев), Три Коня, Три Маралухи, Три Девушки (у хакасов), Три Архара (у казахов), Три Сестры (у белорусов), Три Плуга (у немцев), Трое Мужчин (у эскимосов). Грузинское название Сасцари, армянское Кшерк и казахское Таразы означают «весы». Также в коллекцию имён Ориона входят Чурек (на Кавказе), Лодка (Океания), Крест (у башкир), Ножка Стола (у удмуртов), Собака Шайтана (у мордвы), Пастух (у немцев).
Орион вместе с Солнцем, Кассиопеей, Лебедем, Близнецами, Пегасом и Плеядами изображены на керамическом сосуде вучедольской культуры, найденном близ хорватского города Винковцы (3000—2600 лет до н. э.).

### В Библии
Орион (др.-греч. Ώρειων) — согласно Септуагинте, соответствует библейскому слову др.-евр. כסיל‬ (Ис. 13:10; Иов. 38:31; в Иов. 9:9 — Септуагинта, однако переводит др.-греч. Έσπερος — «вечер», звезда Геспер).
Библейские переводы Таргум и Пешитта толкуют это слово «гигант», «великан», а армянский перевод придаёт этому названию созвездия имя родоначальника армян Айк.
Упоминаемые в Иов. 38:31 «узы кесила» (др.-евр. מושבות כסיל‬; синодальный перевод: «узы Кесиль»), по мнению некоторых учёных, говорит ЕЭБЕ, намекают на распространённое в древности представление об Орионе как о великане, прикованном к небу; у евреев он мог получить название כסיל‬, то есть «безбожный», «бестолковый». «Развязывание уз», о котором говорится в цитированном месте Книги Иова, относится, по мнению этих исследователей, к предполагаемому мифом освобождению великана. По Дильману же это — узда, при опускании которой созвездие Ориона, соразмерно с временами года, будто бы поднимается или опускается по небосклону (Орион в Сирии появляется на горизонте на 17° выше, чем в Европе). Другие полагают, что под מושבות‬ подразумеваются три наиболее яркие звезды, известные под названием «Посоха Якова» или «Пояса Ориона». Но слово מושבות‬ едва ли подходит к значению «пояс».
Византийские церковные писатели приводят мнение персов, что Орион — прикованный к небу гигант Нимрод. С этим согласуется то, что сирийские арабы называют Орион — gabbârun (=גבור‬ — «богатырь», ср. Быт. 10:8, 9 где это слово применяется к Нимроду).
По мнению еврейских средневековых учёных (Саадия, Исаак ибн-Джикатилла, ибн-Джанах), слово כסיל‬ обозначает, как и арабское «Suhêl», — Сириус или Канопус.